# Épersy
Épersy è un comune francese soppresso e frazione del dipartimento della Savoia della regione dell'Alvernia-Rodano-Alpi. Dal 1º gennaio 2016 si è fuso con i comuni di Albens, Cessens, Mognard, Saint-Germain-la-Chambotte e Saint-Girod per formare il nuovo comune di Entrelacs.

## Società

### Evoluzione demografica
Abitanti censiti